# Beltinci (gemeente)
Beltinci (Hongaars: Belatinc, Prekmurees: Böltinci, Duits: Altfellsdorf) is een gemeente in Slovenië. Er wonen, volgens een census uit 2002 8256 personen in deze gemeente. De historische regio heet Prekmurje, en de regio is Pomurska. De burgemeester van de gemeente is Milan Kerman.

## Plaatsen in de gemeente
Beltinci, Bratonci, Dokležovje, Gančani, Ižakovci, Lipa, Lipovci, Melinci